# هنری هت
هنری هت (انگلیسی: Henry Heth; ۱۶ دسامبر ۱۸۲۵ – ۲۷ سپتامبر ۱۸۹۹) فرد نظامی اهل ایالات متحده آمریکا بود.